# Мальчик и его атом
«Мальчик и его атом» (англ. A Boy and his atom) — анимационный короткометражный фильм IBM Research 2013 года, созданный путём перемещения атомов. Фильм рассказывает о мальчике, который подружился с атомом, с которым он танцует, играет в мяч и прыгает на батуте. Для создания фильма было получено 242 изображения молекул угарного газа, положение которых изменялось с помощью заряженного острия сканирующего туннельного микроскопа при увеличении более чем в 100 миллионов раз. Фильм попал в Книгу рекордов Гиннеса как «самый маленький Stop-Motion фильм».
Ученые из IBM Research – Almaden, которые создали фильм, перемещают атомы, чтобы исследовать пределы хранения данных, поскольку по мере того, как создание и потребление данных становятся больше, хранение данных должно становиться меньше, вплоть до атомного уровня. Традиционная технология кремниевых транзисторов стала дешевле, плотнее и эффективнее, но фундаментальные физические ограничения предполагают, что уменьшение масштаба — неустойчивый путь к решению растущей дилеммы Больших данных. Эта группа ученых особенно заинтересована в том, чтобы начать с наименьшего масштаба, отдельных атомов, и строить структуры на его основе. IBM объявила, что с помощью этого метода теперь можно хранить один бит информации всего в 12 атомах (по состоянию на 2012 год при использовании современных технологий для хранения одного бита требуется около миллиона атомов).

## Создание
«Мальчик и его атом» был создан группой ученых IBM совместно с Ogilvy & Mather, давним рекламным агентством IBM, в исследовательском центре Almaden компании в Сан-Хосе, Калифорния. Используя сканирующий туннельный микроскоп, молекулы оксида углерода были помещены на медную подложку с помощью медной иглы на расстоянии 1 нанометра. Они остаются на месте, образуя связь с подложкой из-за чрезвычайно низкой температуры 5 К (−268,15 °C, −450,67 °F), при которой работает устройство. Кислородный компонент каждой молекулы отображается в виде точки при фотографировании сканирующим туннельным микроскопом, что позволяет создавать изображения, состоящие из множества таких точек.
Команда создала 242 неподвижных изображения с 65 молекулами оксида углерода. Изображения были объединены для создания покадрового фильма. Каждый кадр имеет размеры 45 на 25 нанометров. На создание фильма у четырех исследователей ушло две недели по 18 часов в день.
Графика и звуковые эффекты напоминают те, что были в ранних видеоиграх. «Этот фильм — забавный способ поделиться миром атомного масштаба», — сказал руководитель проекта Андреас Дж. Хайнрих. «Мы сделали это не для того, чтобы напрямую передать научное послание, а для того, чтобы взаимодействовать со студентами и побуждать их задавать вопросы». Кроме того, исследователи создали три неподвижных изображения для продвижения фильма «Звездный путь: Возмездие» — логотип Федерации, звездолет «Энтерпрайз» и вулканское приветствие.

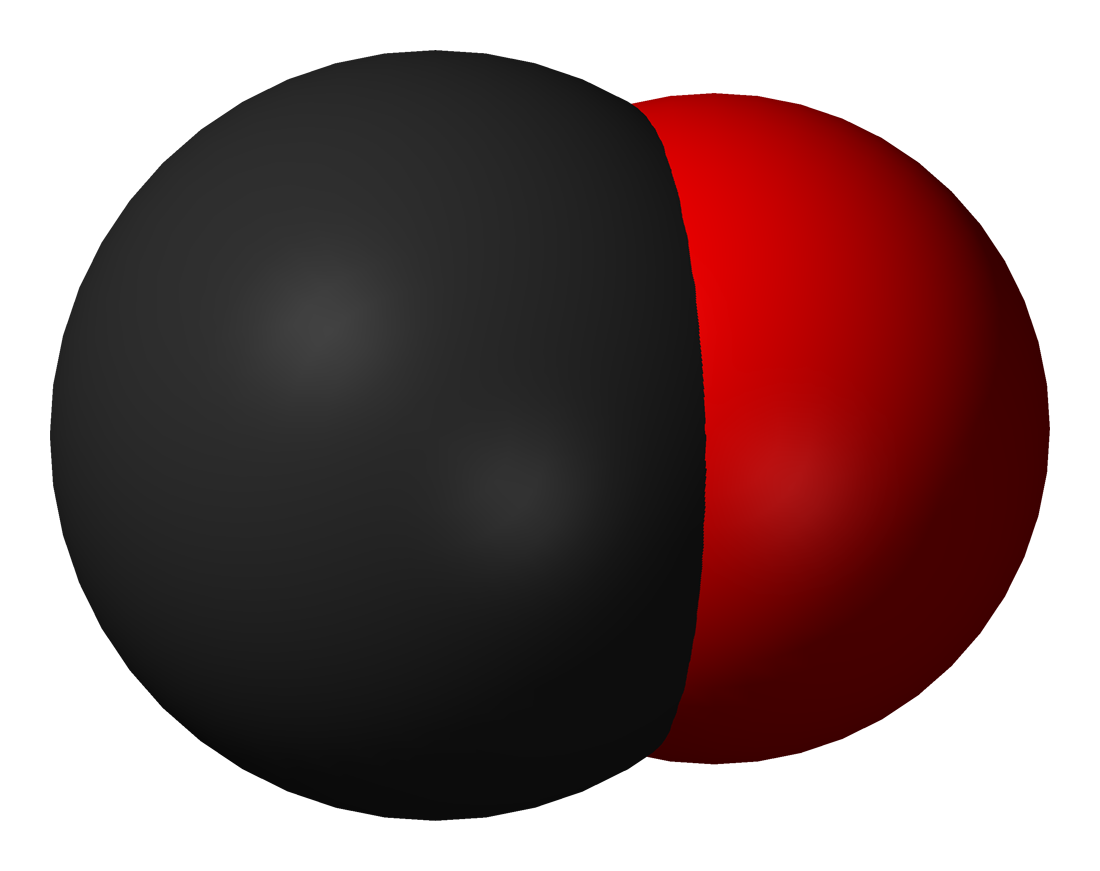
Схема молекулы оксида углерода

## Реакция
Книга рекордов Гиннесса зарегистрировала фильм как самый маленький в мире фильм покадровой анимации, когда-либо созданный. Фильм был принят на кинофестиваль Tribeca Online Film Festival и показан на New York Tech Meet-up и World Science Festival. Фильм превысил миллион просмотров за 24 часа и два миллиона просмотров за 48 часов, собрав более 27 000 лайков. По состоянию на июль 2024 года фильм имел более 24,3 миллиона просмотров и более 741 000 лайков.

## Значение эксперимента
Хотя исследователи использовали фильм как забавный способ заинтересовать студентов наукой, он вырос из работы, которая могла бы увеличить объем данных, которые могли бы хранить компьютеры. В 2012 году они продемонстрировали, что могут хранить немного компьютерной памяти на группе всего из 12 атомов вместо миллиона, предыдущего минимума. Если бы этот способ стал коммерчески жизнеспособным, «Вы могли бы носить с собой не только два фильма на своем iPhone», сказал Хайнрих в сопутствующем видео о производстве фильма, «вы могли бы носить с собой все когда-либо снятые фильмы».